# محمدعلی شاهمرادی
محمدعلی شاهمرادی (۱۵ فروردین ۱۳۳۸–۲۰ دی ۱۳۶۵) نظامی ایرانی و از فرماندهان میانی سپاه پاسداران انقلاب اسلامی در جنگ ایران و عراق بود که جانشینی لشکر ۴۴ قمر بنی‌هاشم را برعهده داشت.
شاهمرادی در دی ۱۳۶۵ در عملیات کربلای ۵ در منطقه شلمچه بر اثر اصابت ترکش خمپاره درگذشت.

## زندگی‌نامه
محمدعلی شاهمرادی در سال ۱۳۳۸ در ورنامخواست از توابع شهرستان لنجان متولد شد. خانواده او از عشایر ایل قشقایی بودند که با آغاز فصل تابستان به چهارمحال و بختیاری کوچ می‌کردند. شاهمرادی تحصیلات ابتدای و راهنمایی را در زادگاهش ورنامخواست سپری کرد و برای تحصیلات متوسطه به دبیرستان حافظ زرین‌شهر رفت و دیپلم خود را در آنجا اخذ کرد.
پایان تحصیلات متوسطه او همزمان با شروع انقلاب اسلامی بود و او در ترویج افکار انقلابی و آگاهی مردم محل خویش از طریق نوشتن شعارهای انقلابی بر دیوارها و تهیه و تکثیر عکس و اعلامیه‌های حضرت امام نقش بسزایی داشت. در شب عاشورای ۱۳۵۷ با حضور در بین مردم عزادار در امامزاده ابراهیم ورنامخواست، برای اولین بار شعار درود بر خمینی و مرگ بر شاه سر داد.

## پس از انقلاب
شاهمرادی پس از پیروزی انقلاب و شکل‌گیری سپاه پاسداران به عضویت رسمی سپاه درآمد و همراه جمعی از دوستانش سپاه پاسداران زرین شهر را تشکیل داد. با شروع درگیری‌ها در کردستان در سال ۵۸، شاهمرادی به آنجا رفت و فعالانه در این منطقه به مبارزه با گروهک‌های تجزیه طلب پرداخت.

## جنگ ایران و عراق
با آغاز جنگ ایران و عراق، شاهمرادی به جبهه‌های جنوب رفت و در منطقه دارخوین مستقر شد. وی انگیزه حضور خود در جبهه‌ها را این گونه بیان می‌کند:
«امروز تهاجم ما در حقیقت یک دفاع است، دفع از آزادی و توحید انسانها، دفاع از مقدس‌ترین دین خدا، بنابراین دفاع از حوزه توحید ایجاب می‌کند که با آنان که مانع شنیدن پیام شادی توحید می‌باشند، بجنگیم؛ زیرا آزادی مردم را از بین برده‌اند. اینجاست که دفاع از محرومین و مستضعفین به عنوان یک هدف مقدس و جهاد ضرورت پیدا می‌کند»
شاهمرادی همنشینی و زندگی با بسیجیان را نعمتی الهی می‌دانست و علاقه داشت که همواه همرنگ و همراه آنان باشد. وی در عملیات فرمانده کل قوا مجروح شد و پس از بهبودی مجدداً عازم جبهه‌ها گردید و رشادت‌های فراوانی از خود نشان داد؛ به حدی که مسئولان جنگ به استعدادها و نبوغ رزمی او پی برده و مسئولیت‌های خطیری را بر عهده او نهادند. 
او در عملیاتهای فتح المبین و بیت‌المقدس ،به عنوان فرمانده گردان از تیپ ۱۴ امام حسین فعالیت می کرد و پس از تشکیل تیپ ۴۴ قمر بنی هاشم مسئولیت طرح و عملیات این تیپ را بر عهده گرفت و با همین سمت در عملیات‌های والفجر ۴، خیبر، بدر و والفجر ۸ شرکت نمود. در همین دوران و پس از عملیات والفجر مقدماتی تیپ ۴۴ قمر بنی هاشم به لشکر تبدیل شد.شاهمرادی پس از عملیات والفجر ۴، با حکم محسن رضایی، فرمانده کل سپاه ،به سمت قائم مقامی لشکر ۴۴ قمر بنی هاشم منصوب شد با همین سمت در عملیات‌های والفجر ۴، خیبر، بدر و والفجر ۸ شرکت نمود.

## درگذشت
شاهمرادی سرانجام در ۲۰ دی ۱۳۶۵ و در بحبوحه عملیات کربلای ۵ در منطقه شلمچه ،در حالی که سعی داشت راهی برای نفوذ به دژ بصره پیدا کند، بر اثر اصابت ترکش خمپاره کشته شد.
پیکر شاهمرادی پس از تشییع، در گلزار شهدای ورنامخواست به خاک سپرده شد.

## سخن دیگران
- محسن رضایی: شاهمرادی حقیقتاً از فرماندهان شجاع و توانای سپاه بود.[۱۱]
- سید یحیی رحیم‌صفوی: شاهمرادی ظاهری ساده اما اندیشه ای عمیق داشت.